# Linia kolejowa nr 167
Linia kolejowa nr 167 – w większości dwutorowa, niezelektryfikowana linia kolejowa znaczenia miejscowego, łącząca posterunek odgałęźny Szobiszowice i stację techniczną Gliwice Port.

## Charakterystyka techniczna
Linia w całości jest klasy D3, maksymalny nacisk osi wynosi 221 kN dla lokomotyw oraz wagonów, a maksymalny nacisk liniowy wynosi 71 kN (na metr bieżący toru). Linia podlega pod obszar konstrukcyjny ekspozytury Centrum Zarządzania Linii Kolejowych Sosnowiec, a także pod Zakład Linii Kolejowych Tarnowskie Góry. Linia dostosowana jest do prędkości 40 km/h, a jej prędkość konstrukcyjna wynosi 60 km/h.
Linia w całości została uwzględniona w kompleksową i bazową towarową sieć transportową TEN-T.